# Rock Racing
Rock Racing (Kod UCI: RRC) – amerykańska grupa kolarska istniejąca w latach 2007–2009. Głównym sponsorem zespołu była firma odzieżowa Rock & Republic.
W ekipie jeździli zawodnicy związani z aferami dopingowymi (m.in. Operación Puerto): mistrz olimpijski w jeździe indywidualnej na czas z Aten w 2004 Tyler Hamilton, mistrz świata w jeździe indywidualnej na czas z 2002 roku Santiago Botero oraz drugi zawodnik Vuelta a Espana z 2001 roku Oscar Sevilla.